# Novaković (razdvojba)
Novaković je prezime sljedećih osoba:
- Antonija Novaković (1979. — ), hrvatska pjesnikinja
- Borivoj Novaković (1938. —  2015.), hrvatski ekonomist, nogometaš, nogometni trener i dužnosnik
- Darko Novaković, hrvatski akademik
- Igor Novaković (1979. — ), hrvatski umirovljeni nogometaš
- Lola Novaković (1935. — 2016.),  jugoslavenska i srpska pjevačica
- Mile Novaković (1950. — 2015.), ratni zapovjednik u srpsko-crnogorskoj agresiji na Hrvatsku

Slični pojmovi
- Novak, često prezime u Hrvatskoj
- Novakovec, nekoliko naselja u Hrvatskoj
- Novaković, hrvatska plemićka obitelj iz Bačke
- Novakovići, nekoliko naselja u Bosni i Hercegovini i Crnoj Gori